# 阿马尔菲教区博物馆
阿马尔菲教区博物馆（Museo Diocesano di Amalfi）是意大利阿马尔菲的一个艺术博物馆。它展示天主教阿马尔菲-卡瓦德蒂雷尼总教区的珍宝，靠近阿马尔菲主教座堂。

## 历史
阿马尔菲教区博物馆设于原来的主教座堂十字圣殿（Basilica del Crocifisso di Amalfi，9世纪），其起源可追溯到596年。1100年，在它旁边建起新主教座堂，共同组成拥有6个走道的罗马式建筑。后来在巴洛克时期，采用大理石贴面，并恢复为两个独立的教堂。十字圣殿的修复完成于1994年，消除了巴洛克风格。

## 组织

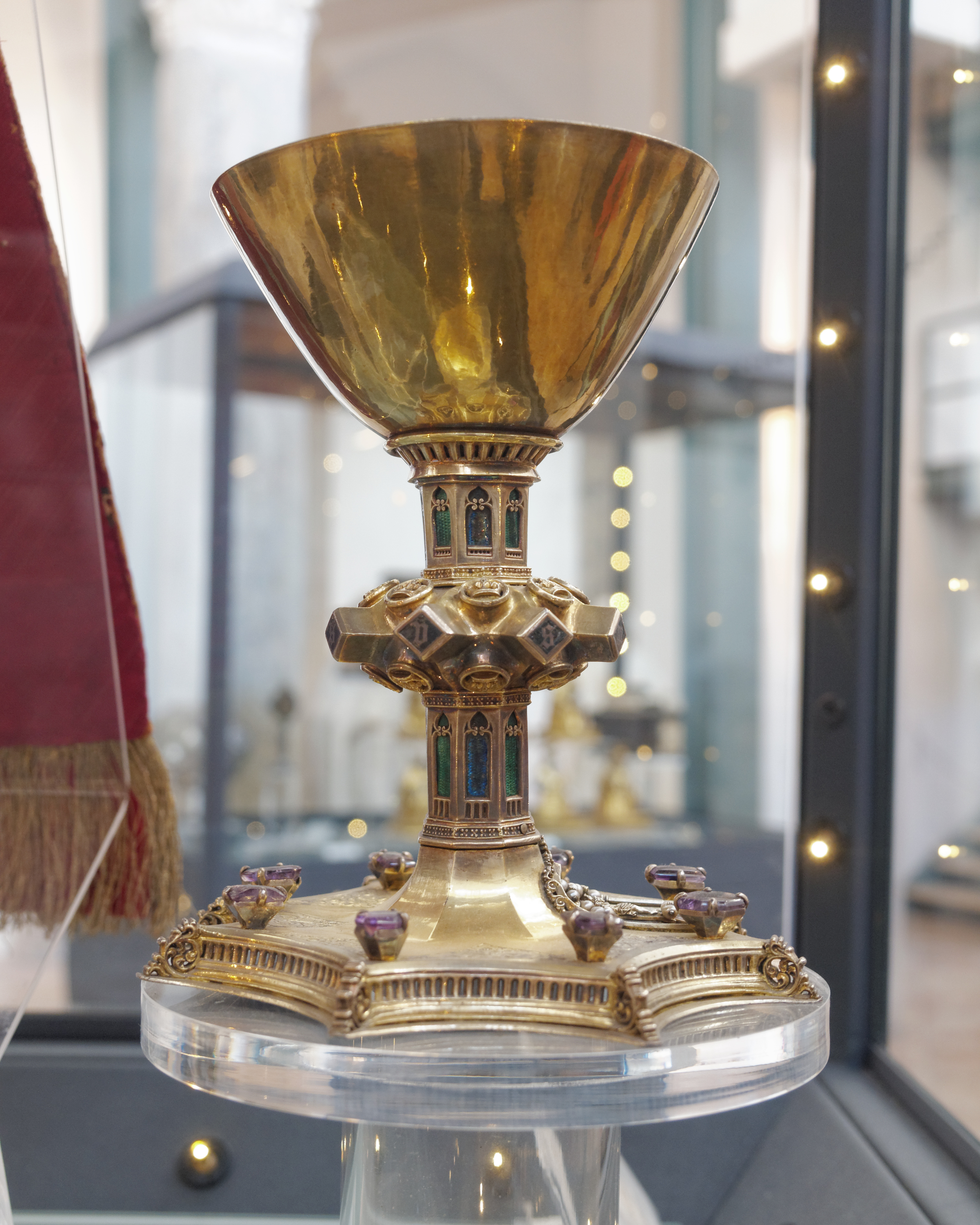
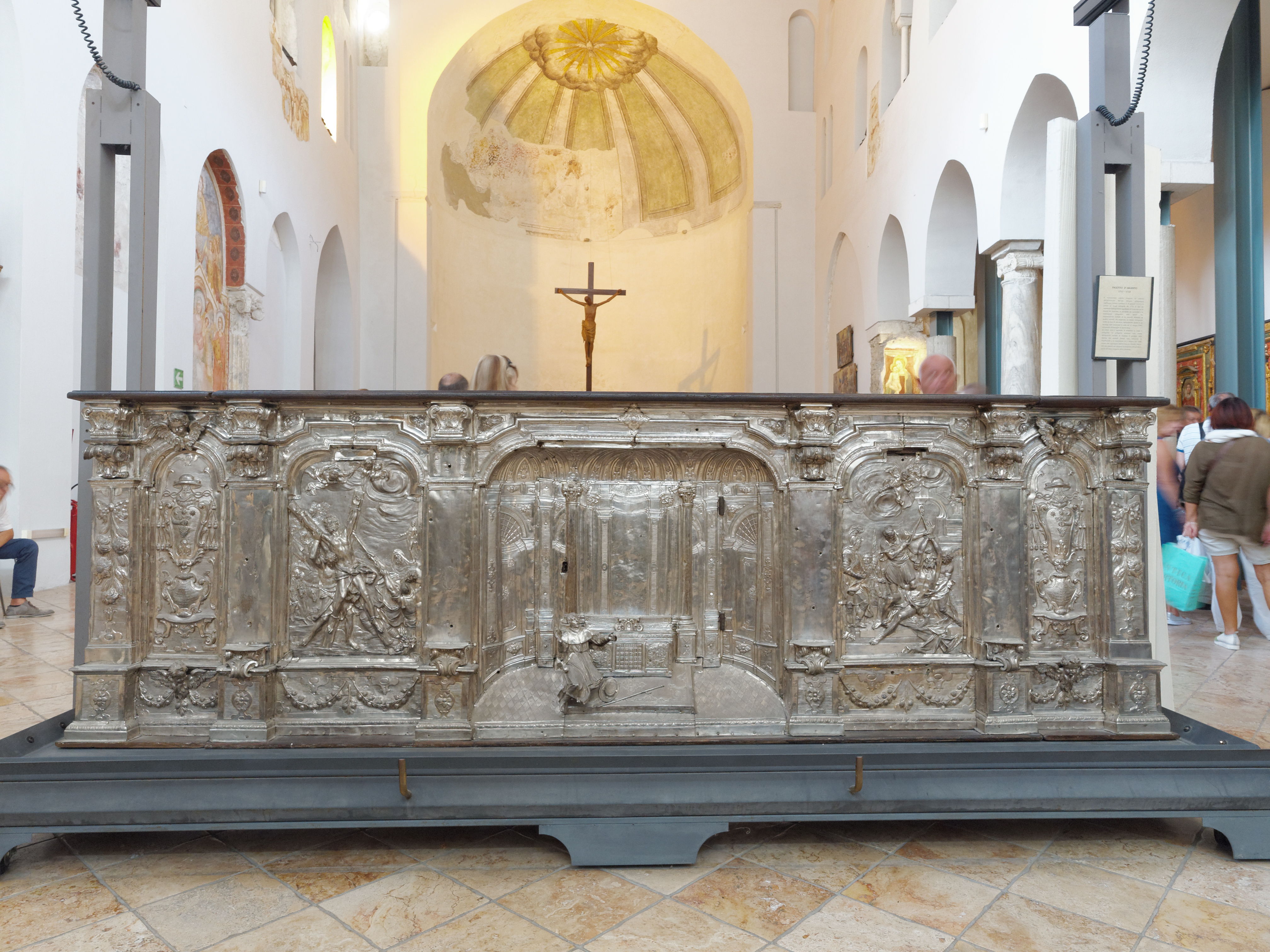
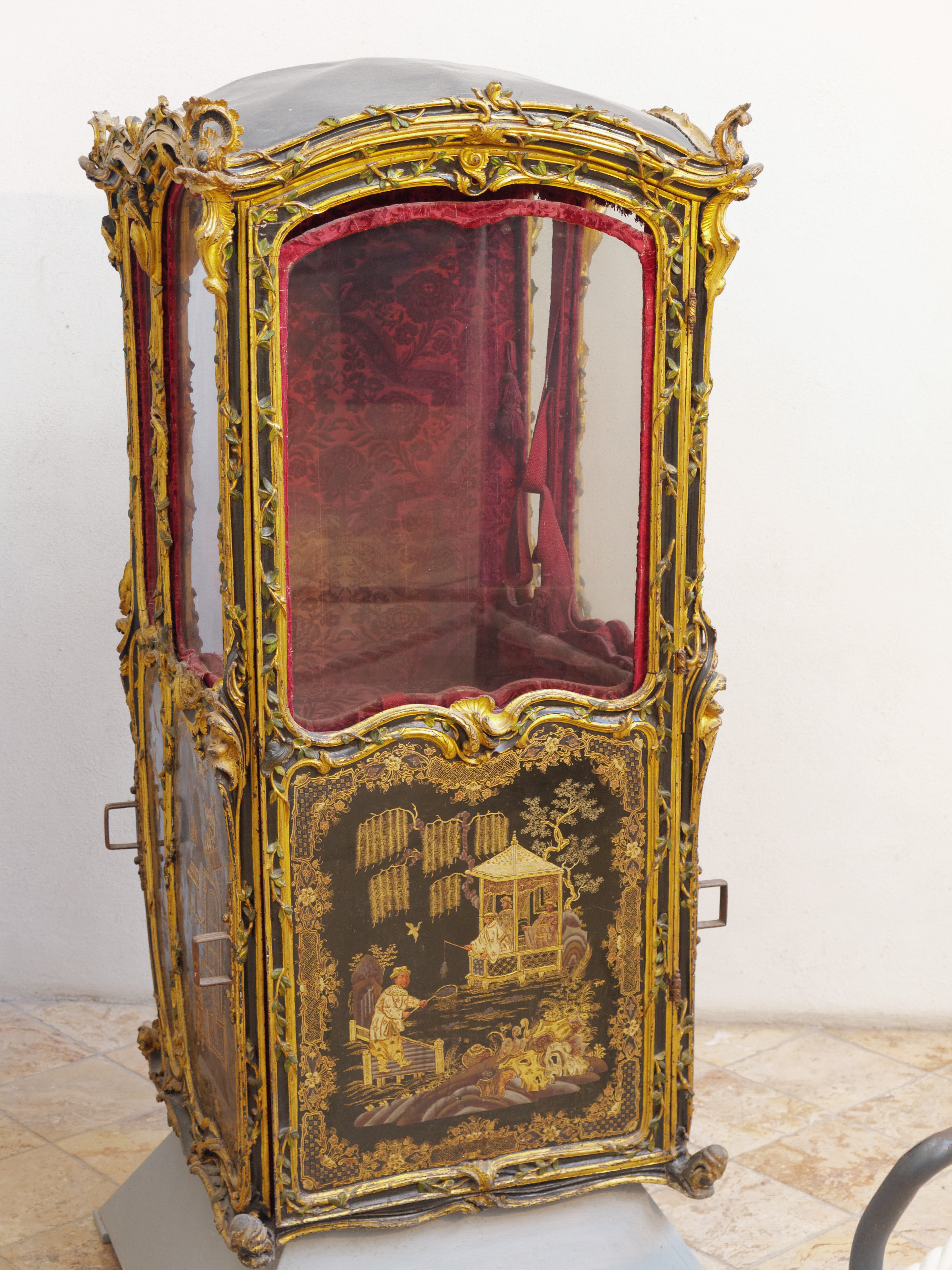
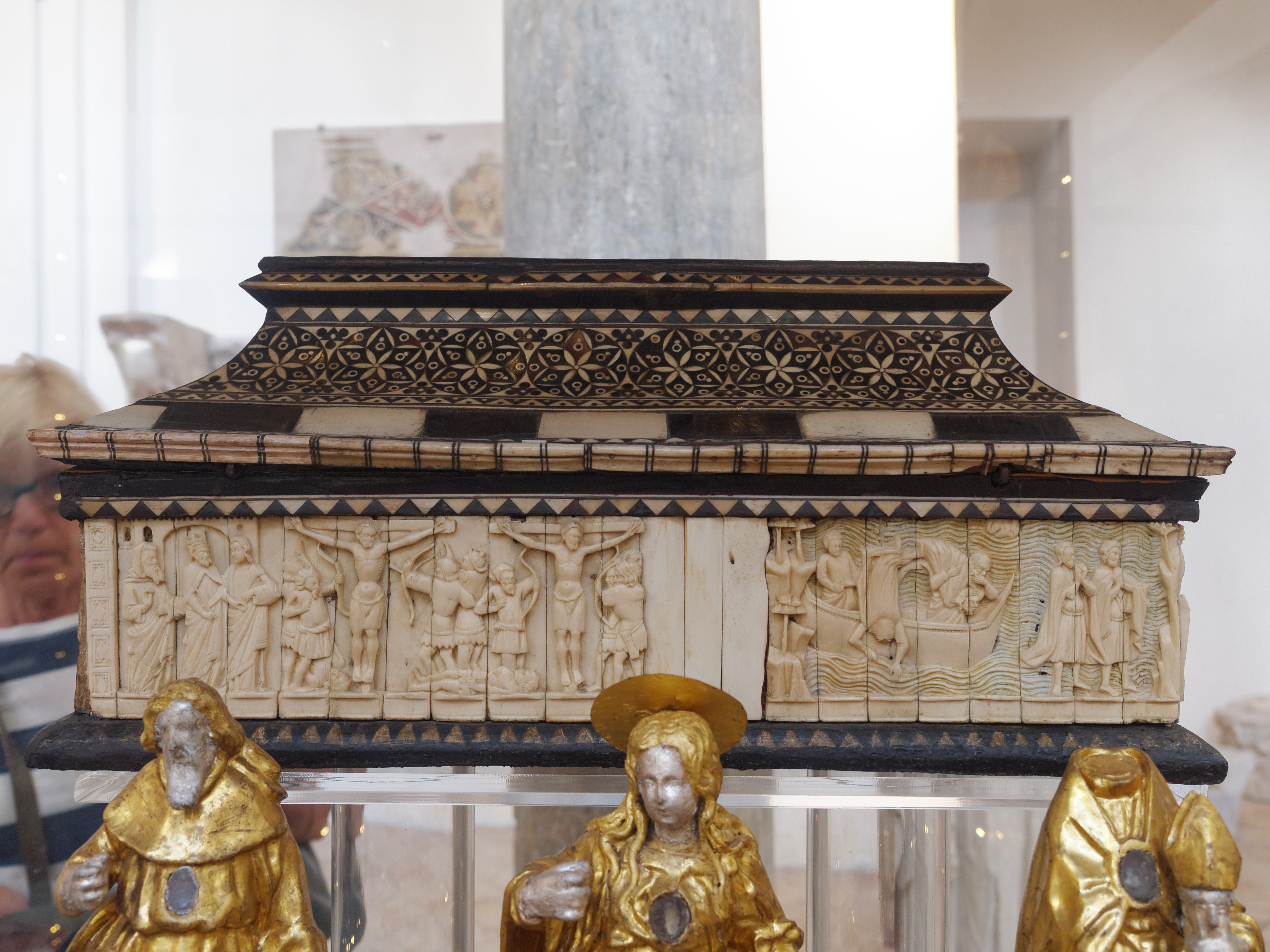
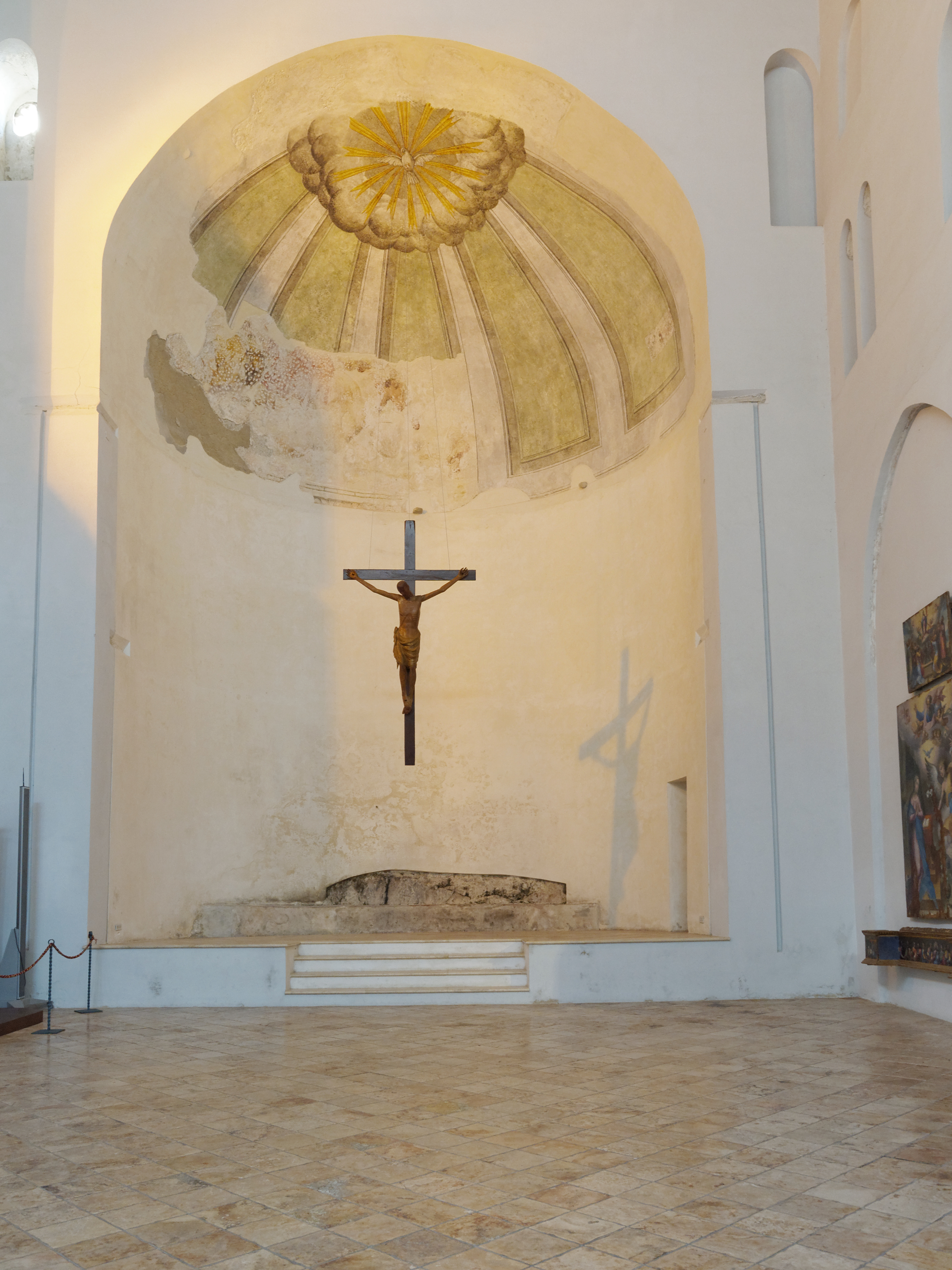

该博物馆分为四个部分：
- 回廊（建于1266-1268年之间）
- 壁画（13至14世纪）
- 主教座堂宝物
- 绘画和雕塑